# Mateusz Smoczyński
Mateusz Smoczyński (ur. 6 marca 1984, w Warszawie) – polski skrzypek jazzowy, solista, kompozytor, współzałożyciel Atom String Quartet, New Trio oraz Mateusz Smoczyński Quintet, w latach 2012–2016 członek nagradzonej Grammy Awards formacji Turtle Island Quartet.

## Życiorys[1]
Absolwent Akademii Muzycznej im. Fryderyka Chopina w Warszawie w klasie Andrzeja Gębskiego. Zwycięzca II Międzynarodowego Jazzowego Konkursu Skrzypcowego im. Zbigniewa Seiferta. W rankingu Jazz Top magazynu Jazz Forum został uznany za jazzowego skrzypka roku 2017 i 2020. Koncertował niemal na całym świecie. Współpracował z takimi artystami jak: Branford Marsalis, Richie Beirach, Glen Moore, Rabih Abou-Khalil, Tomasz Stańko, Zbigniew Namysłowski, Urszula Dudziak, Władysław Sendecki, Janusz Skowron, Kazimierz Jonkisz, Jerzy Maksymiuk, Kayah, Monika Borzym, Aga Zaryan i Sebastian Karpiel Bułecka. Nagrał ponad sto płyt. Jako solista wielokrotnie występował m.in. z Orkiestrą Symfoniczną Filharmonii Narodowej pod dyrekcją Andrzeja Boreyko, Narodową Orkiestrą Symfoniczną Polskiego Radia w Katowicach, Orkiestrą Symfoniczną Filharmonii w Szczecinie, czy Orkiestrą Symfoniczną Filharmonii Krakowskiej.
Lider kwintetu, z którym nagrał płyty Inspirations, Expressions oraz Berek (nominacja do Fryderyka w kategorii „Jazzowy Album Roku”). W 2009 roku wspólnie ze swoim bratem – Janem Smoczyńskim oraz Alexem Zingerem założył New Trio. Z zespołem tym wydał dwa albumy: Perpendicular Realities oraz Simultaneous Abstractions (nominacja do Fryderyka w kategorii „Jazzowy Debiut Roku”).
Mateusz Smoczyński jest współzałożycielem Atom String Quartet – kwartetu smyczkowego grającego muzykę improwizowaną, skupioną głównie na autorskich kompozycjach i własnych aranżacjach. W skład zespołu, oprócz Smoczyńskiego, wchodzą: Dawid Lubowicz na skrzypcach, Michał Zaborski na altówce oraz Krzysztof Lenczowski na wiolonczeli. Atom String Quartet wygrał konkurs Bielskiej Zadymki Jazzowej, nagrał kilkanaście autorskich albumów oraz wziął udział kilkudziesięciu sesjach nagraniowych z innymi muzykami. Zespół współpracował z takimi muzykami jak: Anna Maria Jopek, Natalia Kukulska, Branford Marsalis, Bobby McFerrin, Gil Goldstein, Leszek Możdżer, Adam Sztaba.
W latach 2012–2016 Mateusz Smoczyński był pierwszym skrzypkiem w amerykańskim Turtle Island Quartet (zdobywcy dwóch nagród Grammy). W roku 2013 kwartet wziął gościnny udział w nagraniu płyty After Blue wokalistki Tierney Sutton, który otrzymał nominację do nagrody Grammy. Rok później swoją premierę miała autorska płyta zespołu – Confetti Man, która została uznana przez National Federation of Music Clubs za najlepsze amerykańskie kameralne nagranie roku. Mateusz Smoczyński razem z Turtle Island Quartet współpracował m.in. z kubańskim klarnecistą Paquito D’Rivera, skrzypkiem Michaelem Doucet, wokalistką Nellie McKay oraz pianistą Cyrusem Chestnut.
Od roku 2016 tworzy duet z niemieckim wiolonczelistą – Stephanem Braunem, z którym nagrał płytę Keep On Turnin’. W roku 2017 Mateusz Smoczyński wydał swoją pierwszą solową płytę  – Metamorphoses, na której znajduje się m.in. jego klasycyzująca sonata o tym samym tytule.
W roku 2020 została wydana płyta Speaking Sound, nagrana w duecie z Joachimem Kühnem dla prestiżowej niemieckiej wytwórni ACT Music. Album ten został uznany przez magazyn DownBeat za jedną z najważniejszych płyt roku 2020.
Mateusz Smoczyński jest autorem koncertu skrzypcowego Adam’s Apple (2018), koncertu podwójnego na skrzypce, saksofon i orkiestrę 2PiX (2021), który w 2024 roku wykonał wspólnie z Branfordem Marsalisem oraz koncertu na skrzypce, fortepian i orkiestrę Fallen Angel (2022), napisanego na zamówienie Janusza Olejniczaka. Razem z Joachimem Kühnem, Bronisławem Suchankiem, Januszem Stefańskim i Bohdanem Jarmołowiczem brał udział w prawykonaniu koncertu jazzowego na skrzypce, orkiestrę symfoniczną i grupę rytmiczną Zbigniewa Seiferta.
Od 2017 roku prowadzi klasę skrzypiec jazzowych na Uniwersytecie Muzycznym Fryderyka Chopina w Warszawie. W 2022 r. uzyskał stopień doktora sztuki w dyscyplinie sztuk muzycznych. 

## Kompozycje

### Koncerty skrzypcowe
- Koncert skrzypcowy Adam’s Apple, na skrzypce, skrzypce barytonowe i orkiestrę (2018)
- Koncert podwójny na skrzypce, saksofon tenorowy i orkiestrę 2PiX (2021)
- Koncert podwójny na skrzypce, fortepian i orkiestrę Fallen Angel (2022)
- Koncert podwójny na skrzypce, marimbę i orkiestrę Symphonic Syncopations (2024)

### Utwory orkiestrowe
- Cosmos na improwizujący kwartet smyczkowy i orkiestrę smyczkową (2017)
- Big Bang, na improwizujący kwartet smyczkowy i orkiestrę (2018)
- Suita Polska, na flet, skrzypce, skrzypce barytonowe i orkiestrę smyczkową (2022)

### Utwory kameralne
- Zakopane, na kwartet smyczkowy (2010)
- Manhattan Island, na kwartet smyczkowy (2011)
- Happy, na kwartet smyczkowy (2014)
- Nowe Pieśni Kurpiowskie, na kwartet fortepianowy (2019)
- Komeda Recomposed, na kwartet fortepianowy (2021)
- I Kwartet Smyczkowy Varsovia (2021)

### Utwory na skrzypce solo
- I Sonata Skrzypcowa Metamorphoses (2017)
- Dorothy's Dream (2017)
- The Farmer (2017)

### Utwory na big-band
- Carousel, na puzon, skrzypce i big-band (2021)

### Utwory jazzowe
- Life Motive (2008)
- Berek (2017)
- Gruby Kot (2017)
- Ballada dla M. (2017)
- Empiria (2017)
- Trane's Mode (2019)

## Wybrana dyskografia[12]

### Płyty autorskie i współautorskie
| Rok wydania | Tytuł płyty                              | Zespół | Wytwórnia                                           |
| ----------- | ---------------------------------------- | --- | --------------------------------------------------- |
| 2006        | Inspirations                             | Mateusz Smoczyński Quintet | Tokarnia Music Production / Universal Music Polska  |
| 2008        | Expressions                              | Mateusz Smoczyński Quintet | Tokarnia Music Production                           |
| 2010        | Simultaneous Abstractions                | New Trio | Tokarnia Music Production                           |
| 2011        | Fade In                                  | Atom String Quartet | Polskie Radio Katowice                              |
| 2012        | Fade In                                  | Atom String Quartet | Kayax                                               |
| 2012        | Places                                   | Atom String Quartet | Kayax                                               |
| 2013        | Perpendicular Realities                  | New Trio | Tokarnia Music Production                           |
| 2013        | String Big Band                          | Atom String Quartet, Sinfonia Viva, Krzysztof Herdzin                                                                                | Polskie Radio                                       |
| 2014        | Confetti Man                             | Turtle Island Quartet | Aziza                                               |
| 2015        | AtomSPHERE                               | Atom String Quartet | Kayax                                               |
| 2016        | Atom Accordion Quintet                   | Rafał Grząka, Atom String Quartet | Requiem Records                                     |
| 2016        | Behind The Strings                       | Tomasz Wendt, Atom String Quartet | SJ Records                                          |
| 2017        | Made in Poland                           | Atom String Quartet, NFM Orkiestra Leopoldinum                                                                                       | Dux                                                 |
| 2017        | Zakopower & Atom String Quartet          | Zakopower, Atom String Quartet | Kayax                                               |
| 2017        | Seifert                                  | Atom String Quartet | Seifert Records (Fundacja im. Zbigniewa Seiferta)   |
| 2017        | Berek                                    | Mateusz Smoczyński Quintet | Universal Music Polska                              |
| 2017        | Metamorphoses                            | Mateusz Smoczyński Solo | Seifert Records (Fundacja im. Zbigniewa Seiferta)   |
| 2018        | Supernova                                | Atom String Quartet, NFM Orkiestra Leopoldinum                                                                                       | CD Accord                                           |
| 2018        | Le jardin oublié / My Polish Heart       | Władysław Sendecki, Atom String Quartet                                                                                              | Neuklang                                            |
| 2019        | Penderecki                               | Atom String Quartet | Filharmonia im. Mieczysława Karłowicza w Szczecinie |
| 2020        | Speaking Sound                           | Joachim Kühn, Mateusz Smoczyński | ACT Music                                           |
| 2020        | Keep on Turnin’                          | Mateusz Smoczyński, Stephan Braun | Seifert Records (Fundacja im. Zbigniewa Seiferta)   |
| 2021        | Karłowicz Recomposed                     | Atom String Quartet, Szczecin Philharmonic Wind Quartet                                                                              | Filharmonia im. Mieczysława Karłowicza w Szczecinie |
| 2022        | Essence                                  | Atom String Quartet | Requiem Records                                     |
| 2023        | Komeda - Jazz at Berlin Philharmonic XIV | Joachim Kühn Trio, Atom String Quartet                                                                                               | ACT Music                                           |
| 2024        | Polish Impressions                       | Mateusz Smoczyński, Jadwiga Kotnowska, Filharmonia Kameralna im. Witolda Lutosławskiego w Łomży                                      | Dux                                                 |
| 2024        | Universum                                | Atom String Quartet | Warner Music Poland                                 |
| 2024        | Adam’s Apple                             | Mateusz Smoczyński, Chopin University Chamber Orchestra, Rafał Janiak, Dominik Wania, Sławomir Kurkiewicz, Michał Miśkiewicz (muzyk) | Warner Music Poland                                 |

### Inne
| Rok wydania | Tytuł płyty                      | Zespół                                         | Wytwórnia              | Uwagi |
| ----------- | -------------------------------- | ---------------------------------------------- | ---------------------- | --- |
| 2007        | Road to the Unknown              | Mikołaj Majkusiak                              | Polskie Radio          | w składzie orkiestry                                                                                             |
| 2009        | A Tribute To Zbigniew Seifert    | Jarosław Śmietana                              | JRS                    | jako solista w utworze Where Are You From Zbigniewa Seiferta                                                     |
| 2009        | That’s What I Like               | June                                           | Kayax                  | |
| 2010        | Inna                             | Ania Szarmach                                  | Agora                  | |
| 2010        | 50                               | Maryla Rodowicz                                | Universal Music Polska | w składzie orkiestry Sinfonia Viva oraz jako solista w utworze Cicha Woda                                        |
| 2010        | I Wish You Love                  | Wojciech Gąssowski                             | Agora                  | jako solista |
| 2011        | Federleicht                      | schultzing feat. Mateusz Smoczyński            | Jazz Haus Musik        | jako solista |
| 2011        | Dlaczego nie                     | Dagadana                                       | Agora                  | |
| 2011        | Shine                            | Marcin Nowakowski                              | Universal Music Polska | razem z Atom String Quartet                                                                                      |
| 2012        | July Stars                       | June                                           | Kayax                  | |
| 2012        | Powidoki                         | Ygor Przebindowski                             | Polskie Radio          | |
| 2012        | World Orchestra                  | Grzech Piotrowski                              | Agora                  | w składzie orkiestry, członek Atom String Quartet oraz solista                                                   |
| 2013        | After Blue                       | Tierney Sutton                                 | BFM Jazz               | razem z Turtle Island Quartet                                                                                    |
| 2013        | Transoriental Orchestra          | Kayah                                          | Kayax                  | razem z Atom String Quartet                                                                                      |
| 2013        | Live in Gdańsk                   | Grzech Piotrowski                              | Universal Music Polska | razem z Atom String Quartet                                                                                      |
| 2014        | Inspired by Lutosławski          | Grażyna Auguścik                               | For Tune               | razem z Atom String Quartet                                                                                      |
| 2014        | The Fifth Element                | Cezariusz Gadzina                              | Tak Records            | razem z Atom String Quartet                                                                                      |
| 2014        | The Maze                         | Bogna Kicińska                                 | Surca Music            | jako solista oraz w składzie kwartetu smyczkowego                                                                |
| 2015        | Jazz At Berlin Philharmonic III  | Leszek Możdżer                                 | ACT Music              | razem z Atom String Quartet                                                                                      |
| 2015        | Ósmy Plan                        | Natalia Kukulska                               | Warner Music Poland    | razem z Atom String Quartet                                                                                      |
| 2016        | Piano.pl                         | Dorota Miśkiewicz                              | Universal Music Polska | razem z Atom String Quartet                                                                                      |
| 2016        | Live 25                          | Varius Manx                                    | Polskie Radio          | jako solista |
| 2016        | Six Seasons                      | Grzech Piotrowski                              | Alchemik Studio        | jako solista oraz w składzie kwartetu smyczkowego                                                                |
| 2017        | Ambush                           | NAK Trio, Jacek Kochan                         | For Tune               | jako solista |
| 2017        | Lech Czech i Rus                 | Grzech Piotrowski                              | Polskie Radio          | jako solista |
| 2018        | Ulotne                           | Anna Maria Jopek, Branford Marsalis            | AMJ                    | razem z Atom String Quartet                                                                                      |
| 2018        | Fogg – Pieśniarz Warszawy        | Młynarski-Masecki Jazz Camerata Varsoviensis   | Agora                  | jako solista |
| 2018        | Psalmy                           | Małgorzata Hutek                               | Fundacja Malak         | razem z Atom String Quartet oraz w trio z Małgorzatą Hutek i Dominikiem Wanią w Psalmie 142 – Panie głośno wołam |
| 2019        | Aquarius. The Orchestral Session | Krystyna Stańko                                | Stankoffamusic         | jako solista |
| 2019        | Chapter B                        | Tomasz Wendt                                   | SJ Records             | jako solista |
| 2019        | Silence                          | André Ochodlo                                  |                        | razem z Atom String Quartet                                                                                      |
| 2019        | Kroke                            | André Ochodlo                                  |                        | jako solista |
| 2020        | Song2                            | Bodek Janke                                    | Dreyer Gaido           | razem z Atom String Quartet                                                                                      |
| 2020        | Blues on Bach                    | Ryszard Borowski, Modern Blues Quartet         | Requiem Records        | jako solista |
| 2021        | Sounds Good                      | Fryderyk HD                                    | Fryderyk HD            | jako solista |
| 2022        | Depressed Lady                   | Mary Rumi                                      | Polish Folk Management | razem z Atom String Quartet                                                                                      |
| 2023        | Jestem u siebie                  | Agnieszka Musiał                               | Agora                  | jako solista |
| 2023        | Władza Algorytmów                | Dariusz Petera Sextet feat. Mateusz Smoczyński | Audio Cave             | jako solista |

## Nagrania wideo
- Atom String Quartet Live in Skwer (TVP Kultura – 2010)

## Nagrody i wyróżnienia
| Rok  | Nagroda                                                                            | Szczegóły |
| ---- | ---------------------------------------------------------------------------------- | --- |
| 2000 | Ogólnopolski Przegląd Młodych Zespołów Jazzowych i Bluesowych Gdyńskiego Sax Clubu | nagroda indywidualna oraz pierwsze miejsce (z kwintetem Jacka Namysłowskiego)                                    |
| 2000 | Pomorska Jesień Jazzowa                                                            | drugie miejsce (z kwintetem Jacka Namysłowskiego)                                                                |
| 2007 | Stypendium Ministra Kultury i Dziedzictwa Narodowego                               | Młoda Polska |
| 2008 | Grand Prix Jazz Melomani                                                           | Nadzieja Roku 2007                                                                                               |
| 2011 | Stypendium Ministra Kultury i Dziedzictwa Narodowego                               | program Młoda Polska (z Atom String Quartet)                                                                     |
| 2011 | Bielska Zadymka Jazzowa                                                            | nagroda główna (z Atom String Quartet)                                                                           |
| 2011 | Fryderyki                                                                          | nominacja w kategorii jazzowy fonograficzny debiut roku za płytę „Simultaneous Abstractions” (z New Trio)        |
| 2011 | Grand Prix Jazz Melomani                                                           | Nadzieja Roku 2010 (z Atom String Quartet)                                                                       |
| 2012 | Fryderyki                                                                          | Jazzowy Fonograficzny Debiut Roku za płytę „Fade In” (z Atom String Quartet)                                     |
| 2012 | Nowa Tradycja – Festiwal Folkowy Polskiego Radia                                   | Złote Gęśle (z Atom String Quartet)                                                                              |
| 2013 | Fryderyki                                                                          | Jazzowy Album Roku za płytę „Places” (z Atom String Quartet)                                                     |
| 2014 | Jazz Top                                                                           | Zespół Akustyczny Roku (z Atom String Quartet)                                                                   |
| 2015 | International Jazz Competition Bucharest                                           | pierwsze miejsce (z Atom String Quartet)                                                                         |
| 2016 | Jazz Top                                                                           | Zespół Akustyczny Roku (z Atom String Quartet)                                                                   |
| 2016 | Grand Prix Jazz Melomani                                                           | Artysta Roku 2015 (z Atom String Quartet)                                                                        |
| 2016 | Międzynarodowy Jazzowy Konkurs Skrzypcowy im. Zbigniewa Seiferta                   | pierwsze miejsce oraz dwie nagrody specjalne                                                                     |
| 2025 | Fryderyki                                                                          | Jazzowy Kompozytor Roku                                                                                          |
| 2025 | Fryderyki                                                                          | nominacja w kategorii Album Roku Klasyka-Crossover za płytę „Adam's Apple”                                       |
| 2025 | Fryderyki                                                                          | nominacja w kategorii Album Roku Muzyka Współczesna za płytę „Polish Impressions”                                |
| 2025 | Fryderyki                                                                          | nominacja w kategorii Album Roku - Jazz za płytę „Universum” (z Atom String Quartet)                             |
| 2025 | Jazz Top                                                                           | Koncert Roku (Branford Marsalis i Mateusz Smoczyński na Letnim Festiwalu im. Jerzego Waldorffa w Radziejowicach) |